# توبوليف تو-85
توبوليف تو-85 هي نموذج تجريبي سابق لقاذفة قنابل سوفيتية، وهي نمذج مستمد من القاذفة السابقة توبوليف تو-4 المستمدة من القاذفة الأمريكية بي-29 سوبرفورتريس. تعد أقصى تطوير لعائلة بي-29، حيث أنها أثقل 50% من سابقتها ولها ضعف مدى الطيران تقريبا. تم بناء نموذجين قبل إلغاء المشروع من أجل القاذفة توبوليف تو-95 ذات المدى المشابه ولكن سرعة أعلى.

## المواصفات
الخصائص العامة
- الطول:  ()
- باع الجناح:  ()
- الارتفاع:  ()

الأداء